# Bayac
Bayac est une commune française située dans le département de la Dordogne, en région Nouvelle-Aquitaine.

## Géographie

### Généralités
La commune rurale de Bayac est située dans le sud du département de la Dordogne, en Bergeracois.
Le village de Bayac, baigné par la Couze et traversé par la route départementale (RD) 27, en bordure de la RD 660, se situe, en distances orthodromiques, quatre kilomètres au sud-sud-ouest de Lalinde et vingt kilomètres à l'est-sud-est de Bergerac.

### Communes limitrophes
Bayac est limitrophe de six autres communes.
| Lanquais | Couze-et-Saint-Front | Pontours                |
|          | Bayac                | Bourniquel              |
| Monsac   |                      | Beaumontois en Périgord |

### Géologie et relief

#### Géologie
Situé sur la plaque nord du Bassin aquitain et bordé à son extrémité nord-est par une frange du Massif central, le département de la Dordogne présente une grande diversité géologique. Les terrains sont disposés en profondeur en strates régulières, témoins d'une sédimentation sur cette ancienne plate-forme marine. Le département peut ainsi être découpé sur le plan géologique en quatre gradins différenciés selon leur âge géologique. Bayac est située dans le troisième gradin à partir du nord-est, un plateau formé de calcaires hétérogènes du Crétacé.
Les couches affleurantes sur le territoire communal sont constituées de formations superficielles du Quaternaire et de roches sédimentaires datant pour certaines du Cénozoïque, et pour d'autres du Mésozoïque. La formation la plus ancienne, notée c5c, date du Campanien 3, une alternance de marnes à glauconie et de calcaires crayo-marneux jaunâtres. La formation la plus récente, notée CFvs, fait partie des formations superficielles de type colluvions carbonatées de vallons secs : sable limoneux à débris calcaires et argile sableuse à débris. Le descriptif de ces couches est détaillé dans les feuilles « no 806 - Bergerac » et « no 807 - Le Bugue » de la carte géologique au 1/50 000 de la France métropolitaine, et leurs notices associées,.

Carte géologique de Bayac.

#### Relief et paysages

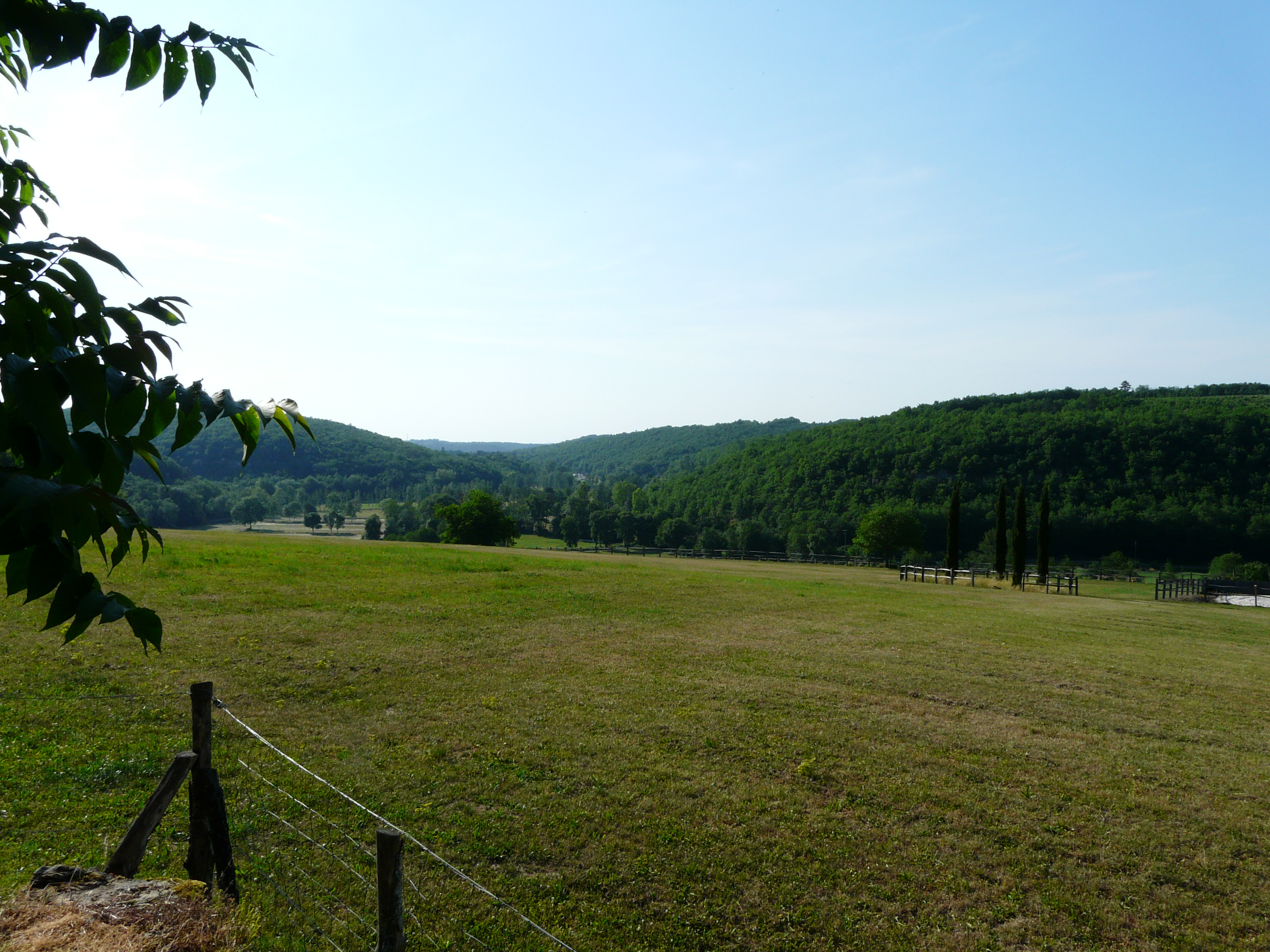
La vallée de la Couze vue depuis l'église de Bannes, à Beaumontois en Périgord. Les parties boisées au second plan sont sur la commune de Bayac.

Le département de la Dordogne se présente comme un vaste plateau incliné du nord-est (491 m, à la forêt de Vieillecour dans le Nontronnais, à Saint-Pierre-de-Frugie) au sud-ouest (2 m à Lamothe-Montravel). L'altitude du territoire communal varie quant à elle entre 42 m au nord, au lieu-dit Bourzac, là où la Couze quitte la commune et entre sur celle de Couze-et-Saint-Front, et 173 m au sud, près du lieu-dit la Vergne,.
Dans le cadre de la Convention européenne du paysage entrée en vigueur en France le 1er juillet 2006, renforcée par la loi du 8 août 2016 pour la reconquête de la biodiversité, de la nature et des paysages, un atlas des paysages de la Dordogne a été élaboré sous maîtrise d’ouvrage de l’État et publié en octobre 2020. Les paysages du département s'organisent en huit unités paysagères et 14 sous-unités. La commune fait partie du Périgord noir, un paysage vallonné et forestier, qui ne s’ouvre que ponctuellement autour de vallées-couloirs et d’une multitude de clairières de toutes tailles. Il s'étend du nord de la Vézère au sud de la Dordogne (en amont de Lalinde) et est riche d’un patrimoine exceptionnel.
La superficie cadastrale de la commune publiée par l'Insee, qui sert de référence dans toutes les statistiques, est de 10,23 km2,,. La superficie géographique, issue de la BD Topo, composante du Référentiel à grande échelle produit par l'IGN, est quant à elle de 10,3 km2.

### Hydrographie

#### Réseau hydrographique
La commune est située dans le bassin de la Dordogne au sein du Bassin Adour-Garonne. Elle est drainée par la Couze et par deux petits cours d'eau, qui constituent un réseau hydrographique de 8 km de longueur totale,.
La Couze, d'une longueur totale de 30,09 km, prend sa source dans la commune de Pays de Belvès (territoire de l'ancienne commune de Fongalop) et se jette  dans la Dordogne en rive gauche à Couze-et-Saint-Front, face à Lalinde,. Elle traverse la commune du sud-est au nord-ouest sur près de trois kilomètres et demi.

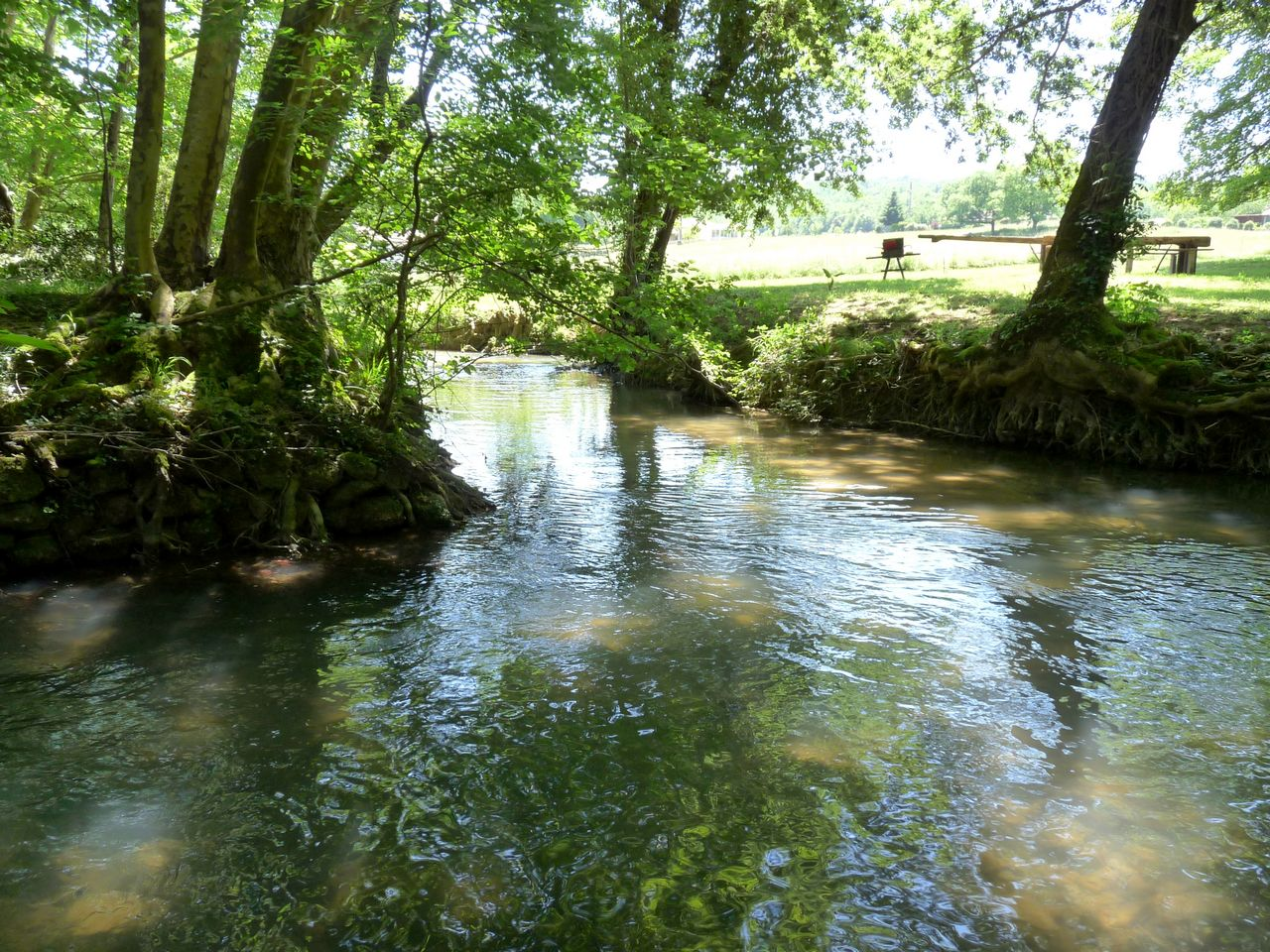
La Couze à Bayac.
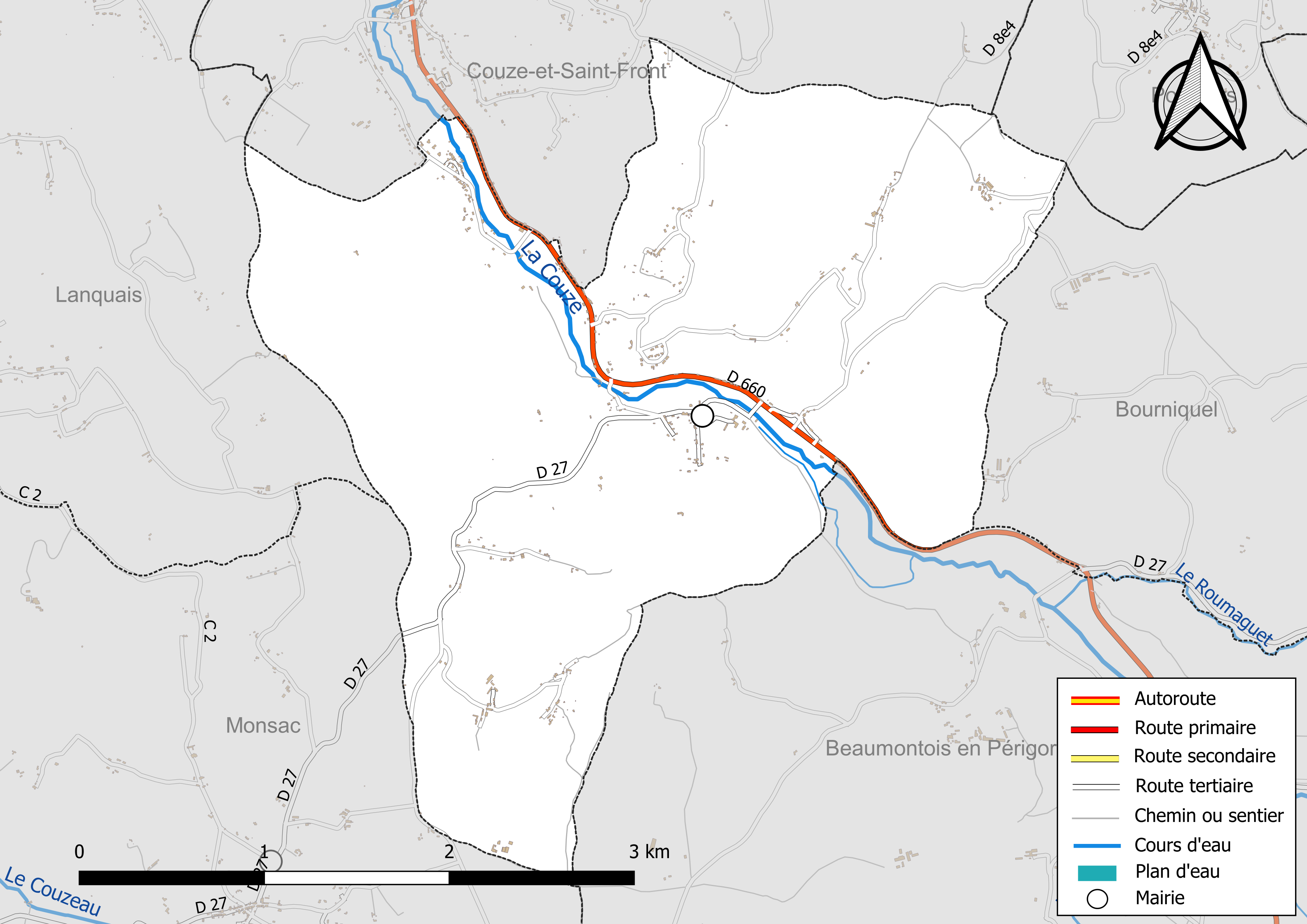
Réseaux hydrographique et routier de Bayac.

#### Gestion et qualité des eaux
Le territoire communal est couvert par le schéma d'aménagement et de gestion des eaux (SAGE) « Dordogne Atlantique ». Ce document de planification, dont le territoire correspond au sous‐bassin le plus aval du bassin versant de la Dordogne (aval de la confluence Dordogne - Vézère)., d'une superficie de 2 700 km2 est en cours d'élaboration. La structure porteuse de l'élaboration et de la mise en œuvre est l'établissement public territorial de bassin de la Dordogne (EPIDOR). Il définit sur son territoire les objectifs généraux d’utilisation, de mise en valeur et de protection quantitative et qualitative des ressources en eau superficielle et souterraine, en respect des objectifs de qualité définis dans le troisième SDAGE  du Bassin Adour-Garonne qui couvre la période 2022-2027, approuvé le 10 mars 2022.
La qualité des eaux de baignade et des cours d’eau peut être consultée sur un site dédié géré par les agences de l’eau et l’Agence française pour la biodiversité.

### Climat
Pour des articles plus généraux, voir Climat de la Nouvelle-Aquitaine et Climat de la Dordogne.
Historiquement, la commune est exposée à un climat océanique aquitain.  
En 2020, Météo-France publie une typologie des climats de la France métropolitaine dans laquelle la commune est exposée à un climat océanique altéré et est dans la région climatique  Aquitaine, Gascogne, caractérisée par une pluviométrie abondante au printemps, modérée en automne, un faible ensoleillement au printemps, un été chaud (19,5 °C), des vents faibles, des brouillards fréquents en automne et en hiver et des orages fréquents en été (15 à 20 jours).
Pour la période 1971-2000, la température annuelle moyenne est de 12,7 °C, avec  une amplitude thermique annuelle de 15,6 °C. Le cumul annuel moyen de précipitations est de 861 mm, avec 11,8 jours de précipitations en janvier et 6,7 jours en juillet. Pour la période 1991-2020, la température moyenne annuelle observée sur la station météorologique la plus proche, située sur la commune de Bergerac à 20 km à vol d'oiseau, est de 13,2 °C et le cumul annuel moyen de précipitations est de 792,9 mm,. Pour l'avenir, les paramètres climatiques de la commune estimés pour 2050 selon différents scénarios d’émission de gaz à effet de serre sont consultables sur un site dédié publié par Météo-France en novembre 2022.

## Urbanisme

### Typologie
Au 1er janvier 2024, Bayac est catégorisée commune rurale à habitat dispersé, selon la nouvelle grille communale de densité à 7 niveaux définie par l'Insee en 2022.
Elle appartient à l'unité urbaine de Lalinde, une agglomération intra-départementale dont elle est une commune de la banlieue,. La commune est en outre hors attraction des villes,.

### Occupation des sols
L'occupation des sols de la commune, telle qu'elle ressort de la base de données européenne d’occupation biophysique des sols Corine Land Cover (CLC), est marquée par l'importance des forêts et milieux semi-naturels (66,2 % en 2018), une proportion sensiblement équivalente à celle de 1990 (65,4 %). La répartition détaillée en 2018 est la suivante : 
forêts (66,2 %), zones agricoles hétérogènes (30,6 %), prairies (3,2 %). L'évolution de l’occupation des sols de la commune et de ses infrastructures peut être observée sur les différentes représentations cartographiques du territoire : la carte de Cassini (XVIIIe siècle), la carte d'état-major (1820-1866) et les cartes ou photos aériennes de l'IGN pour la période actuelle (1950 à aujourd'hui).

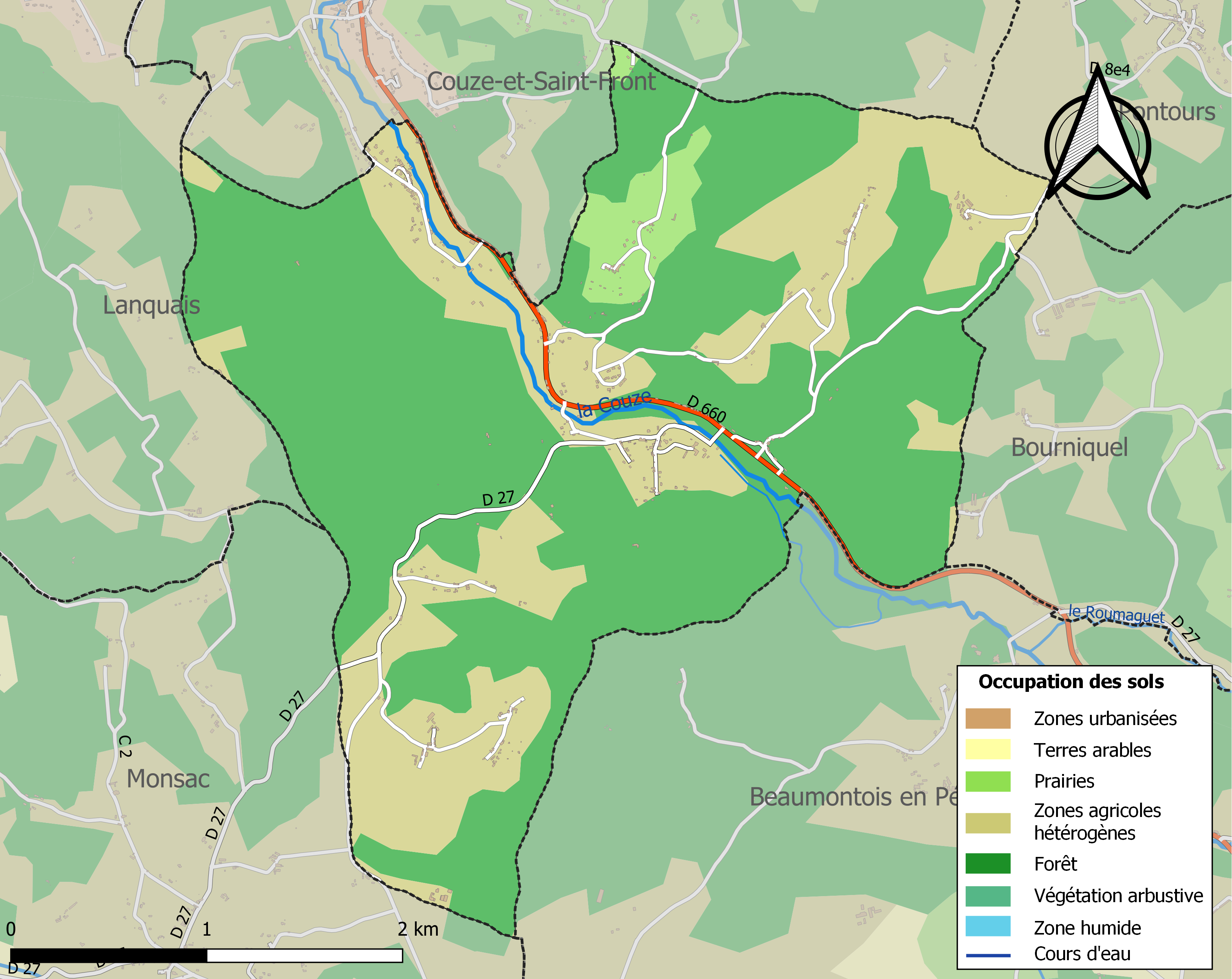
Carte des infrastructures et de l'occupation des sols de la commune en 2018 (CLC).

### Villages, hameaux et lieux-dits
Outre le bourg de Bayac proprement dit, le territoire se compose d'autres villages ou hameaux, ainsi que de lieux-dits :
- la Beynerie
- Bio
- la Borie Neuve
- Bourzac
- les Bureilles
- la Cabane du Père Coutou
- la Caillade
- le Colombier
- Combe de Tuilières
- le Coualong
- les Fumades
- la Gravette
- la Grisotte
- les Hyvernats
- le Jamouty
- Loïs Delbos
- Mas de Bonnet
- la Montade
- le Moulin de Mombrun
- Petit Colombier
- le Roc
- Rocher du Corbeau
- Suisou
- Tuilières
- la Vergne
- la Vergne Basse.

### Prévention des risques
Le territoire de la commune de Bayac est vulnérable à différents aléas naturels : météorologiques (tempête, orage, neige, grand froid, canicule ou sécheresse), inondations, feux de forêts, mouvements de terrains et séisme (sismicité très faible). Il est également exposé à un risque technologique, la rupture d'un barrage. Un site publié par le BRGM permet d'évaluer simplement et rapidement les risques d'un bien localisé soit par son adresse soit par le numéro de sa parcelle.

#### Risques naturels
Certaines parties du territoire communal sont susceptibles d’être affectées par le risque d’inondation par débordement de cours d'eau, notamment la Couze. La commune a été reconnue en état de catastrophe naturelle au titre des dommages causés par les inondations et coulées de boue survenues en 1982, 1996, 1999 et 2008,.
Bayac est exposée au risque de feu de forêt. L’arrêté préfectoral du 14 mars 2013 fixe les conditions de pratique des incinérations et de brûlage dans un objectif de réduire le risque de départs d’incendie. À ce titre, des périodes sont déterminées : interdiction totale du 15 février au 15 mai et du 15 juin au 15 octobre, utilisation réglementée du 16 mai au 14 juin et du 16 octobre au 14 février. En septembre 2020, un plan inter-départemental de protection des forêts contre les incendies (PidPFCI) a été adopté pour la période 2019-2029,.

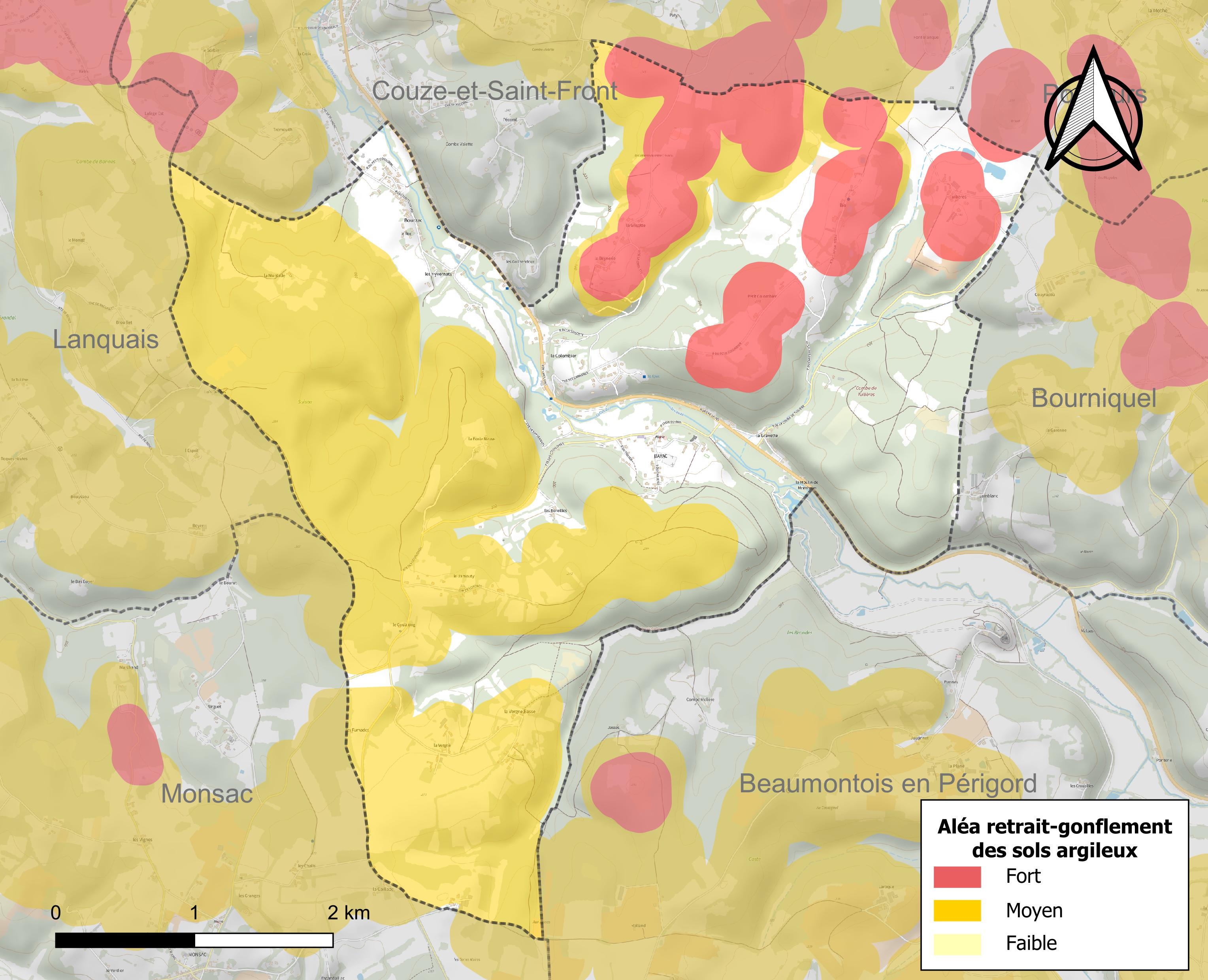
Carte des zones d'aléa retrait-gonflement des sols argileux de Bayac.

Les mouvements de terrains susceptibles de se produire sur la commune sont des affaissements et effondrements liés aux cavités souterraines (hors mines) et des tassements différentiels. Afin de mieux appréhender le risque d’affaissement de terrain, un inventaire national permet de localiser les éventuelles cavités souterraines sur la commune. Le retrait-gonflement des sols argileux est susceptible d'engendrer des dommages importants aux bâtiments en cas d’alternance de périodes de sécheresse et de pluie. 58,5 % de la superficie communale est en aléa moyen ou fort (58,6 % au niveau départemental et 48,5 % au niveau national métropolitain). Depuis le 1er octobre 2020, en application de la loi ÉLAN, différentes contraintes s'imposent aux vendeurs, maîtres d'ouvrages ou constructeurs de biens situés dans une zone classée en aléa moyen ou fort,.
La commune a été reconnue en état de catastrophe naturelle au titre des dommages causés par la sécheresse en 1989 et 2011 et par des mouvements de terrain en 1999.

#### Risque technologique
La commune est en outre située en aval du barrage de Bort-les-Orgues, un ouvrage de classe A situé dans le département de la Corrèze et faisant l'objet d'un PPI depuis 2009. À ce titre elle est susceptible d’être touchée par l’onde de submersion consécutive à la rupture de cet ouvrage.

## Toponymie
Le nom de la localité est attesté sous la forme Hospitium de Bayaco en 1479.
Le nom de la commune se réfère à un nom de personnage gallo-roman, Bajus, Baius ou Badius, suivi du suffixe -acum, indiquant le « domaine de Bajus, Baius ou Badius ».
En occitan, la commune porte le nom de Baiac.

## Histoire

### Préhistoire
Le site de la Gravette, situé sur la commune, a donné son nom au Gravettien, une phase du Paléolithique supérieur,,,,. Le site a été classé monument historique en 1945.

Site de la Gravette
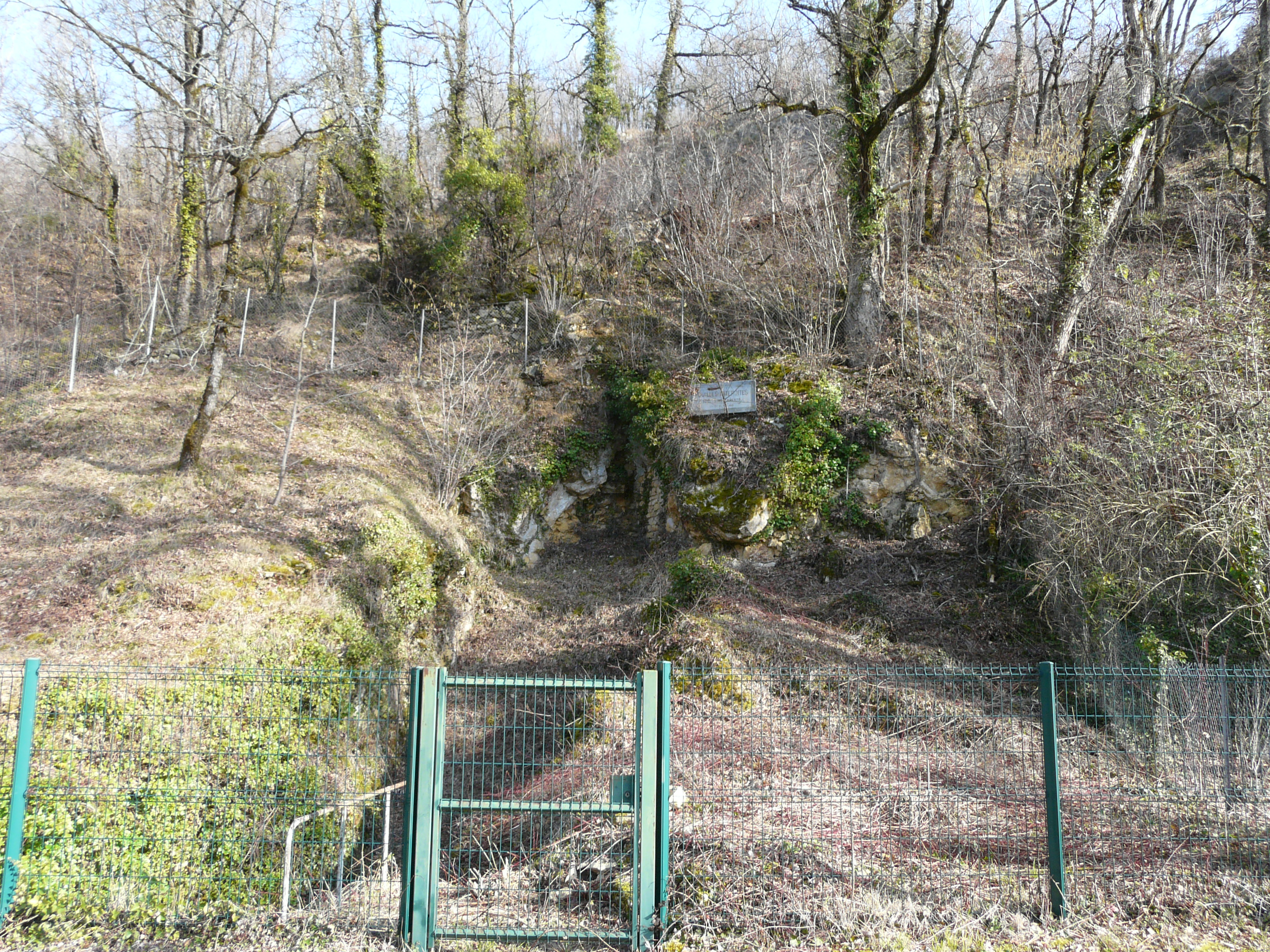
Le site en 2015.
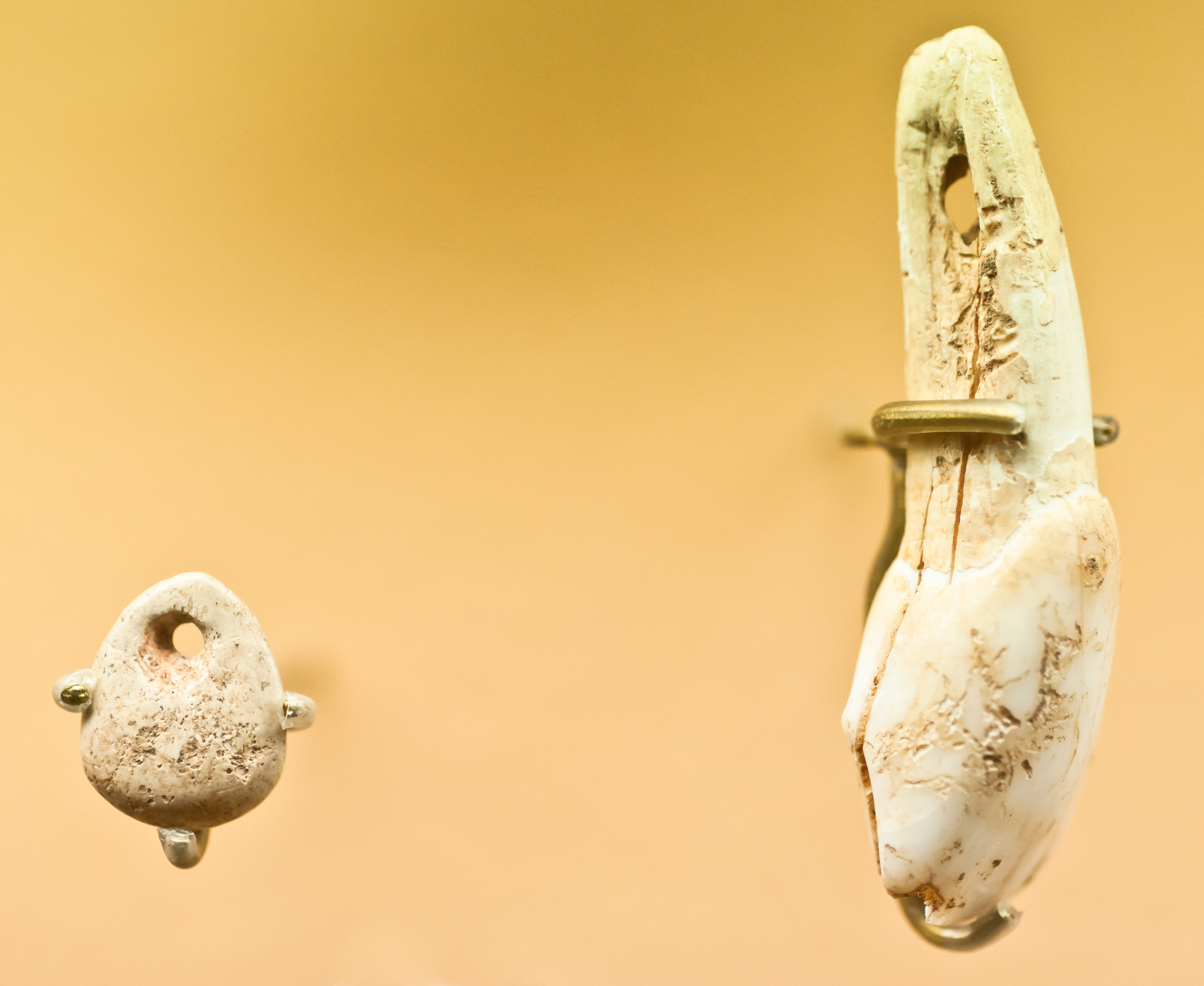
Pendeloques en os.
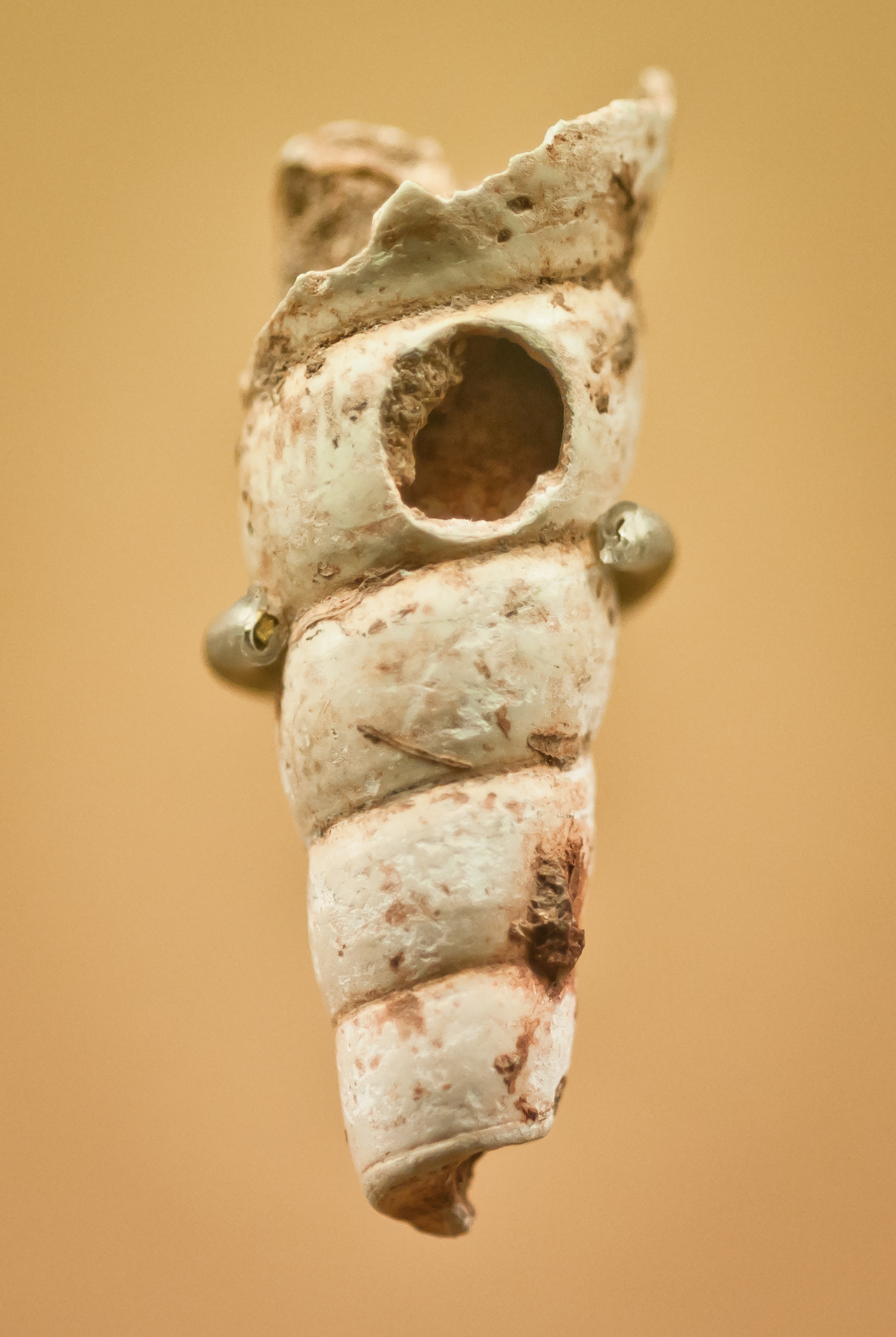
Pendeloque en coquillage.

### Moyen-Âge
La première mention écrite connue du lieu, tardive, remonte à l'an 1479 sous la forme Hospitium de Bayaco.

## Politique et administration

### Rattachements administratifs et électoraux
Dès 1790, la commune de Bayac est rattachée au canton de Lalinde qui dépend du district de Belvès jusqu'en 1795, date de suppression des districts. En 1801, la commune change de canton : elle est rattachée au canton de Beaumont, lui-même dépendant de l'arrondissement de Bergerac.
Dans le cadre de la réforme de 2014 définie par le décret du 21 février 2014, ce canton disparaît aux élections départementales de mars 2015. La commune est alors de nouveau rattachée au canton de Lalinde, élargi.

### Intercommunalité
Fin 1995, Bayac intègre dès sa création la communauté de communes du Pays beaumontois. Celle-ci est dissoute au 31 décembre 2012 et remplacée au 1er janvier 2013 par la communauté de communes des Bastides Dordogne-Périgord.

### Administration municipale
La population de la commune étant comprise entre 100 et 499 habitants au recensement de 2017, onze conseillers municipaux ont été élus en 2020,.

### Liste des maires

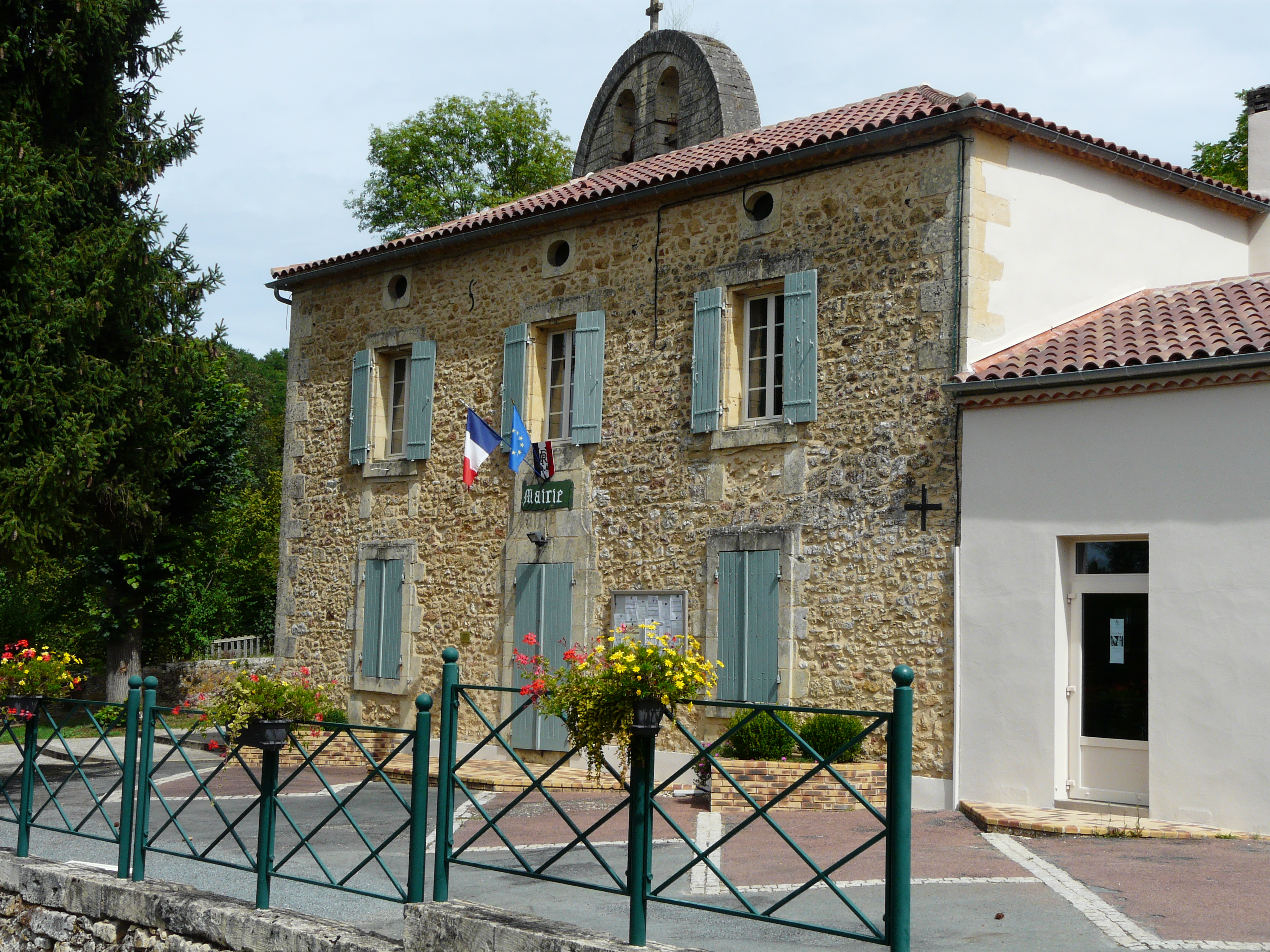
La mairie.

| Période                                  | Période   | Identité             | Étiquette  | Qualité                        |
| ---------------------------------------- | --------- | -------------------- | ---------- | ------------------------------ |
| Les données manquantes sont à compléter. |           |                      |            |                                |
|                                          |           |                      |            |                                |
| 1995                                     |           | Michèle Bourgeois    |            |                                |
| 1998                                     | mars 2008 | Jean-Jacques Arnouil |            |                                |
| mars 2008 (réélue en mai 2020)           | En cours  | Annick Carot         | SE puis PS | Assistante familiale retraitée |

### Politique environnementale
Dans son palmarès 2024, le Conseil national de villes et villages fleuris de France a attribué deux fleurs à la commune.

## Équipements et services publics

### Justice
Dans le domaine judiciaire, Bayac relève : 
- du tribunal judiciaire, du tribunal pour enfants, du conseil de prud'hommes et du tribunal de commerce de Bergerac ;
- du pôle Nationalité du tribunal judiciaire de Périgueux (compétent uniquement dans le domaine de la nationalité) ;
- de la cour d'appel, du tribunal administratif et de la  cour administrative d'appel de Bordeaux.

## Population et société

### Démographie
Les habitants de Bayac se nomment les Bayacois.
L'évolution du nombre d'habitants est connue à travers les recensements de la population effectués dans la commune depuis 1793. Pour les communes de moins de 10 000 habitants, une enquête de recensement portant sur toute la population est réalisée tous les cinq ans, les populations de référence des années intermédiaires étant quant à elles estimées par interpolation ou extrapolation. Pour la commune, le premier recensement exhaustif entrant dans le cadre du nouveau dispositif a été réalisé en 2004.

En 2022, la commune comptait 356 habitants, en évolution de +1,71 % par rapport à 2016 (Dordogne : +0,37 %, France hors Mayotte : +2,11 %).
| 1793 | 1800 | 1806 | 1821 | 1831 | 1836 | 1841 | 1846 | 1851 |
| ---- | ---- | ---- | ---- | ---- | ---- | ---- | ---- | ---- |
| 446  | 280  | 516  | 417  | 622  | 636  | 657  | 661  | 680  |

| 1856 | 1861 | 1866 | 1872 | 1876 | 1881 | 1886 | 1891 | 1896 |
| ---- | ---- | ---- | ---- | ---- | ---- | ---- | ---- | ---- |
| 673  | 708  | 714  | 588  | 589  | 582  | 540  | 519  | 458  |

| 1901 | 1906 | 1911 | 1921 | 1926 | 1931 | 1936 | 1946 | 1954 |
| ---- | ---- | ---- | ---- | ---- | ---- | ---- | ---- | ---- |
| 426  | 548  | 421  | 308  | 310  | 332  | 312  | 311  | 350  |

| 1962 | 1968 | 1975 | 1982 | 1990 | 1999 | 2004 | 2006 | 2009 |
| ---- | ---- | ---- | ---- | ---- | ---- | ---- | ---- | ---- |
| 401  | 348  | 308  | 304  | 328  | 326  | 367  | 382  | 359  |

| 2014 | 2019 | 2022 | - | - | - | - | - | - |
| ---- | ---- | ---- | - | - | - | - | - | - |
| 348  | 360  | 356  | - | - | - | - | - | - |

### Enseignement
En 2021, Bayac fait partie d'un regroupement pédagogique intercommunal (RPI) en association avec les communes de Monsac et de Naussannes. La répartition des élèves est la suivante : cours préparatoire à Bayac, cours élémentaire 1 à Naussannes, cours élémentaire 2 partagé entre Monsac et Naussannes et cours moyen 1 et 2 à Monsac.

## Économie

### Emploi
En 2015, parmi la population communale comprise entre 15 et 64 ans, les actifs représentent 167 personnes, soit 48,1 % de la population municipale. Le nombre de chômeurs (seize) est inchangé par rapport à 2010 et le taux de chômage de cette population active s'établit à 9,6 %.

### Établissements
Au 31 décembre 2015, la commune compte trente-deux établissements, dont quinze au niveau des commerces, transports ou services, sept dans la construction, cinq relatifs au secteur administratif, à l'enseignement, à la santé ou à l'action sociale, trois dans l'agriculture, la sylviculture ou la pêche, et deux dans l'industrie.

### Entreprises
Dans le secteur du BTP, parmi les entreprises ayant leur siège social en Dordogne, l'« Entreprise de travaux routiers » (construction de routes et autoroutes), implantée à Bayac, se classe 6e quant au chiffre d'affaires hors taxes en 2015-2016 avec 9 331 k€.

## Culture et patrimoine

### Lieux et monuments
- Château de Bayac, XVe, XVIe et XIXe siècles, inscrit au titre des monuments historiques en 1970[74],[75]
- Église Saint-Pierre-ès-Liens du XIXe siècle[76]
- Gisement de la Gravette du Paléolithique supérieur, site archéologique classé au titre des monuments historiques en 1945[57]

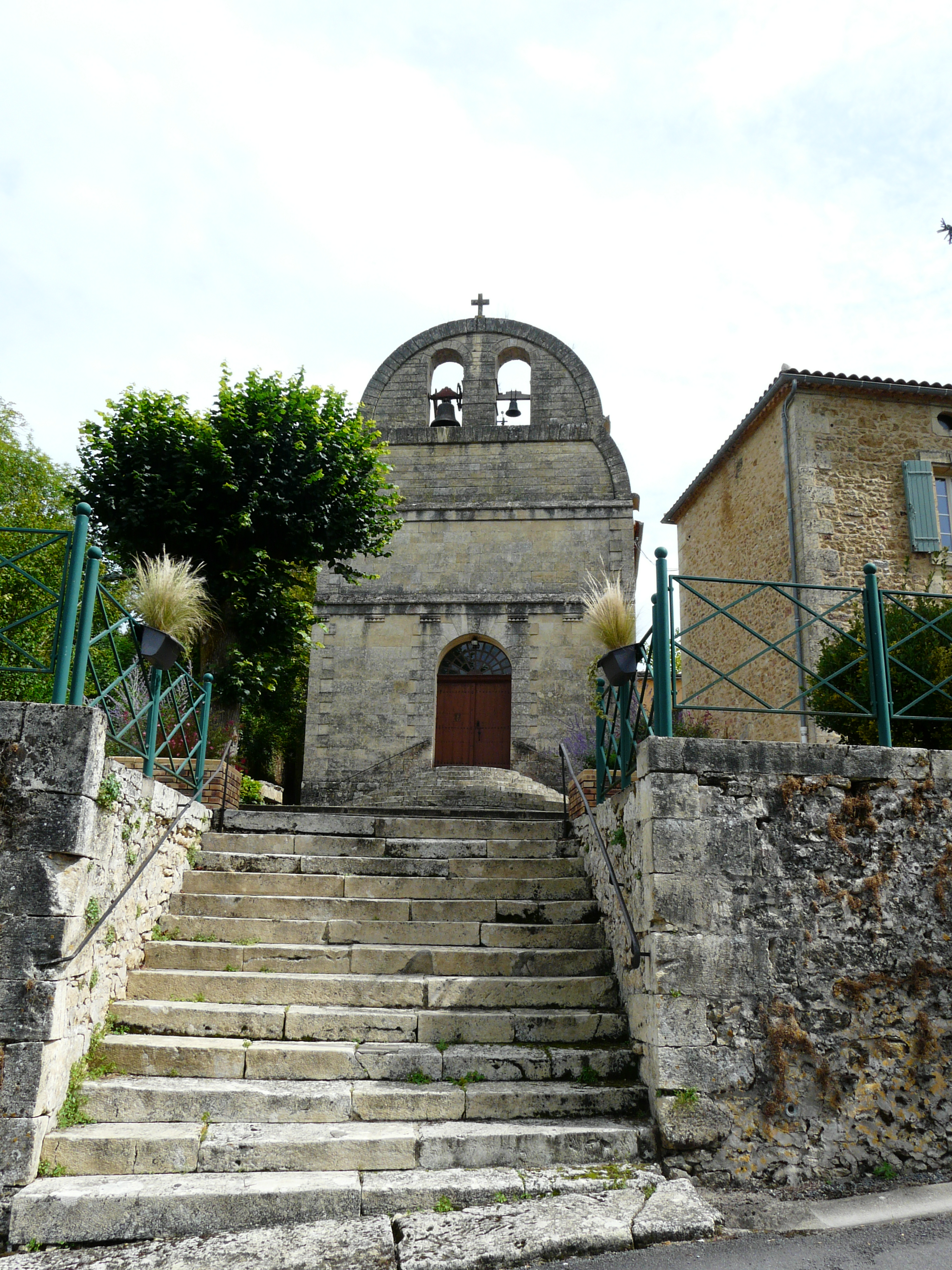
L'église Saint-Pierre-ès-Liens.
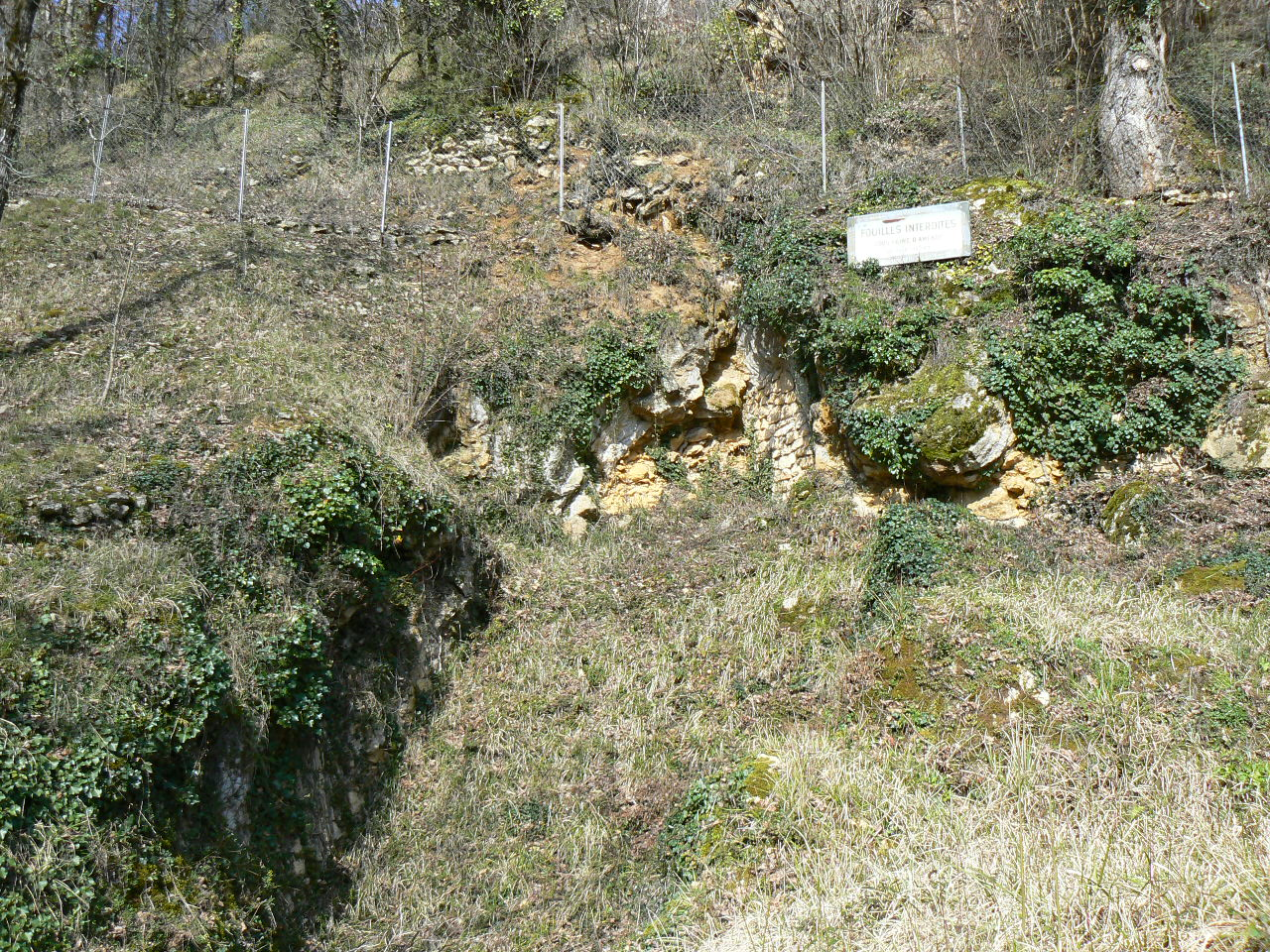
Le gisement de la Gravette en 2007.
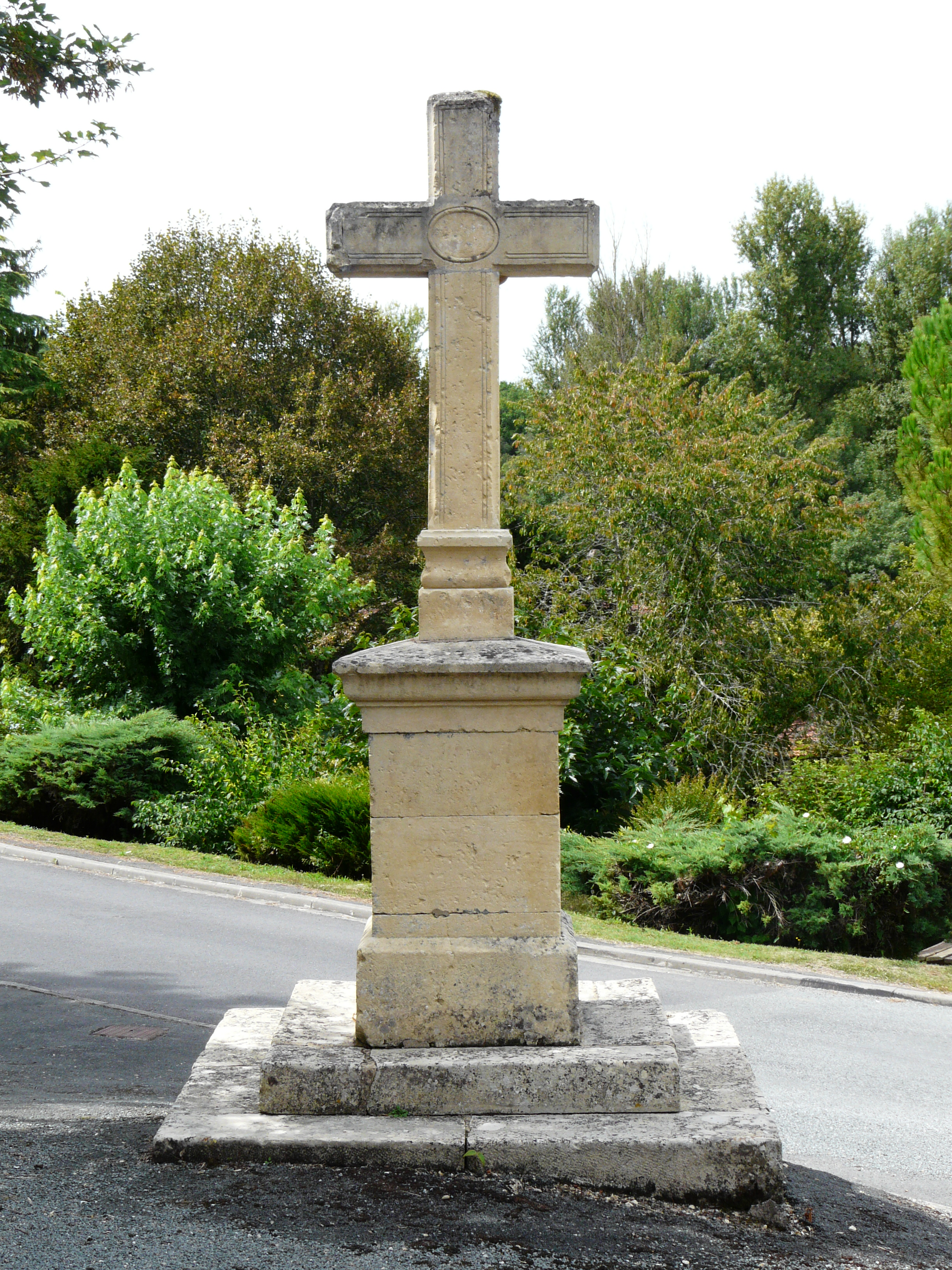
Croix dans le village de Bayac.

## Pour approfondir